# Deutscher Eishockeypokal 2005/06
Der Deutsche Eishockeypokal wurde in der Saison 2005/06 zum vierten Mal vom Deutschen Eishockey-Bund in Zusammenarbeit mit der Deutschen Eishockey Liga und der Eishockeyspielbetriebsgesellschaft ausgespielt.
Spieltermin für die erste Runde war der 4. September, die zweite Runde wurde am 25. Oktober 2005 ausgespielt.  Das Viertelfinale fand am 22. November, das Halbfinale am 31. Januar 2006 statt, bevor am 25. Februar im Finale der Pokalsieger bestimmt wurde.

## Teilnehmer
| Die 14 Teams der Deutschen Eishockey Liga: | Die 14 Teams der 2. Eishockey-Bundesliga: | 4 Teams aus der Oberliga:                                                          |
| --- | --- | ---------------------------------------------------------------------------------- |
| - Augsburger Panther - Eisbären Berlin - DEG Metro Stars - Frankfurt Lions - Hamburg Freezers - Hannover Scorpions - ERC Ingolstadt (Titelverteidiger) - Iserlohn Roosters - Kassel Huskies - Kölner Haie - Krefeld Pinguine - Adler Mannheim - Nürnberg Ice Tigers - Füchse Duisburg | - EC Bad Tölz - SC Bietigheim-Bissingen - REV Bremerhaven - EHC München - Dresdner Eislöwen - Grizzly Adams Wolfsburg - ESC Moskitos Essen - Wölfe Freiburg - ESV Kaufbeuren - Landshut Cannibals - Eisbären Regensburg - SERC Wild Wings - Straubing Tigers - Lausitzer Füchse | - SC Mittelrhein-Neuwied - ETC Crimmitschau - Blue Devils Weiden - Bayreuth Tigers |

## Begegnungen

### 1. Runde
Die 1. Runde fand am 4. September 2005 statt, wobei das Spiel in Freiburg schon am 28. August 2005 stattfand und das Spiel in München auf den 11. September 2005 verlegt wurde. Die Paarungen wurden im Rahmen des U20-Länderspiels Deutschland gegen die Schweiz in Füssen am 16. Juli ausgelost.
| Eisbären Regensburg     | – | Frankfurt Lions         | 4:2       | (2:1, 1:1, 1:0)      |
| Die Wölfe Freiburg      | – | Eisbären Berlin         | 2:3       | (0:2, 2:0, 0:1)      |
| ESV Kaufbeuren          | – | Nürnberg Ice Tigers     | 1:2       | (1:1, 0:0, 0:1)      |
| EHC München             | – | Kölner Haie             | 5:2       | (1:2, 2:0, 2:1)      |
| ETC Crimmitschau        | – | ERC Ingolstadt          | 1:3       | (0:1, 1:1, 0:1)      |
| Dresdner Eislöwen       | – | Adler Mannheim          | 1:2       | (0:0, 1:2, 0:0)      |
| Bayreuth Tigers         | – | Augsburger Panther      | 0:6       | (0:2, 0:2, 0:2)      |
| ESC Moskitos Essen      | – | Hamburg Freezers        | 0:3       | (0:1, 0:1, 0:1)      |
| Lausitzer Füchse        | – | Krefeld Pinguine        | 4:3       | (1:1, 2:0, 1:2)      |
| Tölzer Löwen            | – | DEG Metro Stars         | 1:2 n. V. | (0:0, 0:1, 1:0, 0:1) |
| Blue Devils Weiden      | – | Iserlohn Roosters       | 4:7       | (1:3, 2:3, 1:1)      |
| REV Bremerhaven         | – | Hannover Scorpions      | 1:0       | (0:0, 0:0, 1:0)      |
| Landshut Cannibals      | – | EV Duisburg             | 0:2       | (0:1, 0:0, 0:1)      |
| SC Bietigheim-Bissingen | – | Kassel Huskies          | 3:2 n. P. | (1:2, 1:0, 0:0, 1:0) |
| SERC Wild Wings         | – | Wolfsburg Grizzly Adams | 4:2       | (0:0, 3:1, 1:1)      |
| SC Mittelrhein-Neuwied  | – | Straubing Tigers        | 1:6       | (0:2, 0:2, 1:2)      |

### 2. Runde
Die Auslosung der zweiten Spielrunde fand am 11. September in München im Anschluss an das Spiel der ersten Pokalrunde EHC München gegen die Kölner Haie statt. Die 2. Runde wurde am 25. Oktober 2005 ausgespielt.
Das vorgezogene Spiel der DEG Metro Stars gegen die Füchse Duisburg am 11. Oktober 2005 wurde nach dem ersten Drittel abgebrochen, da den Duisburgern kein Torwart mehr zur Verfügung stand. Torwart Patrick Koslow hatte sich beim Einlaufen an einem bengalischen Feuer verletzt, der Back-up-Torwart Christian Rohde war aufgrund einer Knieverletzung nicht einzusetzen. Nachdem die Duisburger ihren Protest bezüglich der Sorgfaltspflicht zurückzogen, wurde das Spiel gewertet.
| Straubing Tigers        | – | Nürnberg Ice Tigers | 1:6       | (0:1, 0:2, 1:3)      |
| EHC München             | – | Hamburg Freezers    | 4:1       | (1:0, 2:1, 1:0)      |
| Lausitzer Füchse        | – | Eisbären Berlin     | 3:4 n. V. | (1:1, 0:1, 2:1, 0:1) |
| Bremerhaven             | – | Adler Mannheim      | 0:4       | (0:4, 0:0, 0:0)      |
| Bietigheim Steelers     | – | Ingolstadt Panther  | 4:2       | (1:0, 2:1, 1:1)      |
| DEG Metro Stars         | – | Duisburg Füchse     | 3:0*      | (3:0, –:–, –:–)      |
| Eisbären Regensburg     | – | Iserlohn Roosters   | 3:2 n. V. | (0:1, 1:1, 1:0, 1:0) |
| Schwenningen Wild Wings | – | Augsburger Panther  | 1:2       | (1:1, 0:1, 0:0)      |

* Spielabbruch

### Viertelfinale
Spieltermin für die Viertelfinale war der 22. November 2005. Im Zuge der Partie der Nürnberg Ice Tigers gegen die DEG Metro Stars am 30. Oktober 2005 fand die Auslosung statt, welche von der Nürnberger Handballnationalspielerin Miriam Simakova vorgenommen wurde.
| EHC München             | – | DEG Metro Stars     | 0:4 | (0:1, 0:2, 0:1) |
| SC Bietigheim-Bissingen | – | Adler Mannheim      | 2:5 | (1:2, 1:1, 0:2) |
| Augsburger Panther      | – | Nürnberg Ice Tigers | 0:1 | (0:1, 0:0, 0:0) |
| Eisbären Regensburg     | – | Eisbären Berlin     | 6:1 | (3:0, 2:0, 1:1) |

Überraschenderweise gewann der Zweitligist Eisbären Regensburg mit 6:1 gegen eine Jugendauswahl des amtierenden Deutschen Meisters Eisbären Berlin. Damit sind die Regensburger die erste Zweitligamannschaft im Halbfinale des Pokals.

### Halbfinale
Spieltermin für die Halbfinalbegegnungen war der 31. Januar 2006.
| Eisbären Regensburg | – | DEG Metro Stars     | 0:4 | (0:0, 0:2, 0:2) |
| Adler Mannheim      | – | Nürnberg Ice Tigers | 5:4 | (1:1, 2:3, 2:0) |

### Finale
Das Finale fand am 25. Februar 2006 im Eisstadion an der Brehmstraße in Düsseldorf statt.
| DEG Metro Stars | – | Adler Mannheim | 2:1 n. V. | (0:0, 1:1, 0:0) |

Somit sind die DEG Metro Stars zum ersten Mal in ihrer Vereinsgeschichte deutscher Pokalsieger.